# Domator24 Sp. z o.o.
Domator24.com – polska firma istniejąca od 2004 roku, z siedzibą w Zielonej Górze, będąca producentem foteli gamingowych i biurowych marki Diablo Chairs oraz szaf metalowych Jan Nowak.
Firma sprzedaje swoje produkty w wielu krajach Europy i świata, między innymi w Stanach Zjednoczonych czy Argentynie. Od powstania marki przedsiębiorstwo sprzedało kilkaset tysięcy foteli na całym świecie, a według Amazona należąca do firmy marka Diablo Chairs zajmuje pierwsze miejsce w sprzedaży foteli gamingowych w kilku krajach Europy.
Wzrost przychodów na poziomie ponad 2,204% w latach 2014-2017 oraz 3,419.1% w latach 2015-2018 pozwolił firmie znaleźć się na listach tysiąca najszybciej rozwijających się firm w Europie dziennika Financial Times w roku 2019 oraz 2020.
W roku 2019 firma z własnej inicjatywy stworzyła świetlicę ze stanowiskami do gier komputerowych na Klinicznym Oddziale Pediatrii Szpitala Uniwersyteckiego im. Karola Marcinkowskiego w Zielonej Górze.
Przedsiębiorstwo było w latach 2019-2020 właścicielem i sponsorem drużyny e-sportowej Diablo Chairs biorącej udział w 3 sezonie Ultraligi. Drużyna wzięła udział w rozgrywkach League of Legends, a jej nazwa pochodzi od marki foteli gamingowych i biurowych, której właścicielem jest Domator24.com.

## Nagrody i wyróżnienia
- 2017: e-Gazela Biznesu – 15. miejsce w rankingu najdynamiczniej rozwijających się firm z branży e-commerce przyznawana przez dziennik Puls Biznesu[9];
- 2017: Certyfikat Lubuskiego Lidera Biznesu przyznawany przez Zachodnią Izbę Przemysłowo-Handlową i Gazetę Lubuską[10];
- 2018: e-Gazela Biznesu – 5. miejsce w rankingu najdynamiczniej rozwijających się firm z branży e-commerce przyznawana przez dziennik Puls Biznesu[9];
- 2018: Certyfikat Lubuskiego Lidera Biznesu przyznawany przez Zachodnią Izbę Przemysłowo-Handlową i Gazetę Lubuską[11];
- 2018: Diablo X-One Horn najlepszym fotelem dla graczy w plebiscycie IT Hardware[12];
- 2019: 35. miejsce w rankingu tysiąca najszybciej rozwijających się firm w Europie magazynu Financial Times[5];
- 2019: Gazela Biznesu – 1. miejsce w rankingu najdynamiczniej rozwijających się małych i średnich firm[13];
- 2019: e-Gazela Biznesu – 6. miejsce w rankingu najdynamiczniej rozwijających się firm z branży e-commerce przyznawana przez dziennik Puls Biznesu[9];
- 2019: Diablo X-Ray fotelem roku – zwycięstwo w plebiscycie na najlepszy sprzęt dla gracza organizowanym przez redakcję Komputronik.pl[14];
- 2020: 29. miejsce w rankingu tysiąca najszybciej rozwijających się firm w Europie magazynu Financial Times oraz 1. miejsce w kategorii „Personal & Household Goods”[6]